# Oxford City FC
Oxford City FC (celým názvem: Oxford City Football Club) je anglický fotbalový klub, který sídlí ve městě Oxford v nemetropolitním hrabství Oxfordshire. Založen byl v roce 1882. Od sezóny 2015/16 hraje v National League South (šestá nejvyšší soutěž v Anglii). Klubové barvy jsou modrá a bílá.
Své domácí zápasy odehrává na stadionu Marsh Lane s kapacitou 3 218 diváků.

## Získané trofeje
- FA Amateur Cup ( 1× )
  - 1905/06
- Oxfordshire Senior Cup ( 34× )
  - ..., 1999/00, 2002/03

## Úspěchy v domácích pohárech
Zdroj: 
- FA Cup
  - 2. kolo: 1969/70, 2017/18
- FA Amateur Cup
  - Vítěz: 1905/06
- FA Trophy
  - 3. kolo: 1999/00, 2002/03, 2015/16
- FA Vase
  - Finále: 1994/95

## Umístění v jednotlivých sezonách
Stručný přehled
Zdroj: 
- 1907–1973: Isthmian League
- 1973–1976: Isthmian League (First Division)
- 1976–1977: Isthmian League (Second Division)
- 1977–1978: Isthmian League (First Division)
- 1978–1980: Isthmian League (Premier Division)
- 1980–1988: Isthmian League (First Division)
- 1990–1991: South Midlands League (Division One)
- 1991–1993: South Midlands League (Premier Division)
- 1993–1994: Isthmian League (Third Division)
- 1994–1995: Isthmian League (Second Division)
- 1995–1996: Isthmian League (First Division)
- 1996–1998: Isthmian League (Premier Division)
- 1998–2002: Isthmian League (First Division)
- 2002–2004: Isthmian League (Division One North)
- 2004–2005: Southern Football League (Western Division)
- 2005–2006: Spartan South Midlands League (Premier Division)
- 2006–2008: Southern Football League (Division One South & West)
- 2008–2012: Southern Football League (Premier Division)
- 2012–2015: Conference South
- 2015– : National League South

Jednotlivé ročníky
Zdroj: 
Legenda: Z - zápasy, V - výhry, R - remízy, P - porážky, VG - vstřelené góly, OG - obdržené góly, +/- - rozdíl skóre, B - body, červené podbarvení - sestup, zelené podbarvení - postup, fialové podbarvení - reorganizace, změna skupiny či soutěže
| Sezóny  | Liga                                        | Úroveň | Z  | V  | R  | P  | VG | OG | +/- | B  | Pozice |
| ------- | ------------------------------------------- | ------ | -- | -- | -- | -- | -- | -- | --- | -- | ------ |
| 2009/10 | Southern Football League (Premier Division) | 7      | 42 | 13 | 15 | 14 | 63 | 66 | -3  | 54 | 13.    |
| 2010/11 | Southern Football League (Premier Division) | 7      | 40 | 11 | 12 | 17 | 48 | 54 | -6  | 45 | 14.    |
| 2011/12 | Southern Football League (Premier Division) | 7      | 42 | 22 | 11 | 9  | 68 | 41 | +27 | 77 | 2.     |
| 2012/13 | Conference North                            | 6      | 42 | 13 | 16 | 13 | 62 | 57 | +5  | 55 | 10.    |
| 2013/14 | Conference North                            | 6      | 42 | 9  | 13 | 20 | 50 | 70 | -20 | 37 | 20.    |
| 2014/15 | Conference North                            | 6      | 42 | 20 | 9  | 13 | 81 | 67 | -20 | 69 | 6.     |
| 2015/16 | National League South                       | 6      | 42 | 13 | 15 | 14 | 70 | 60 | +10 | 54 | 12.    |
| 2016/17 | National League South                       | 6      | 42 | 15 | 7  | 20 | 48 | 73 | -25 | 52 | 14.    |
| 2017/18 | National League South                       | 6      | 42 | 13 | 10 | 19 | 60 | 69 | -9  | 49 | 16.    |
| 2018/19 | National League South                       | 6      | 42 |    |    |    |    |    |     |    |        |